# Ambaixador d'Andorra a Bèlgica

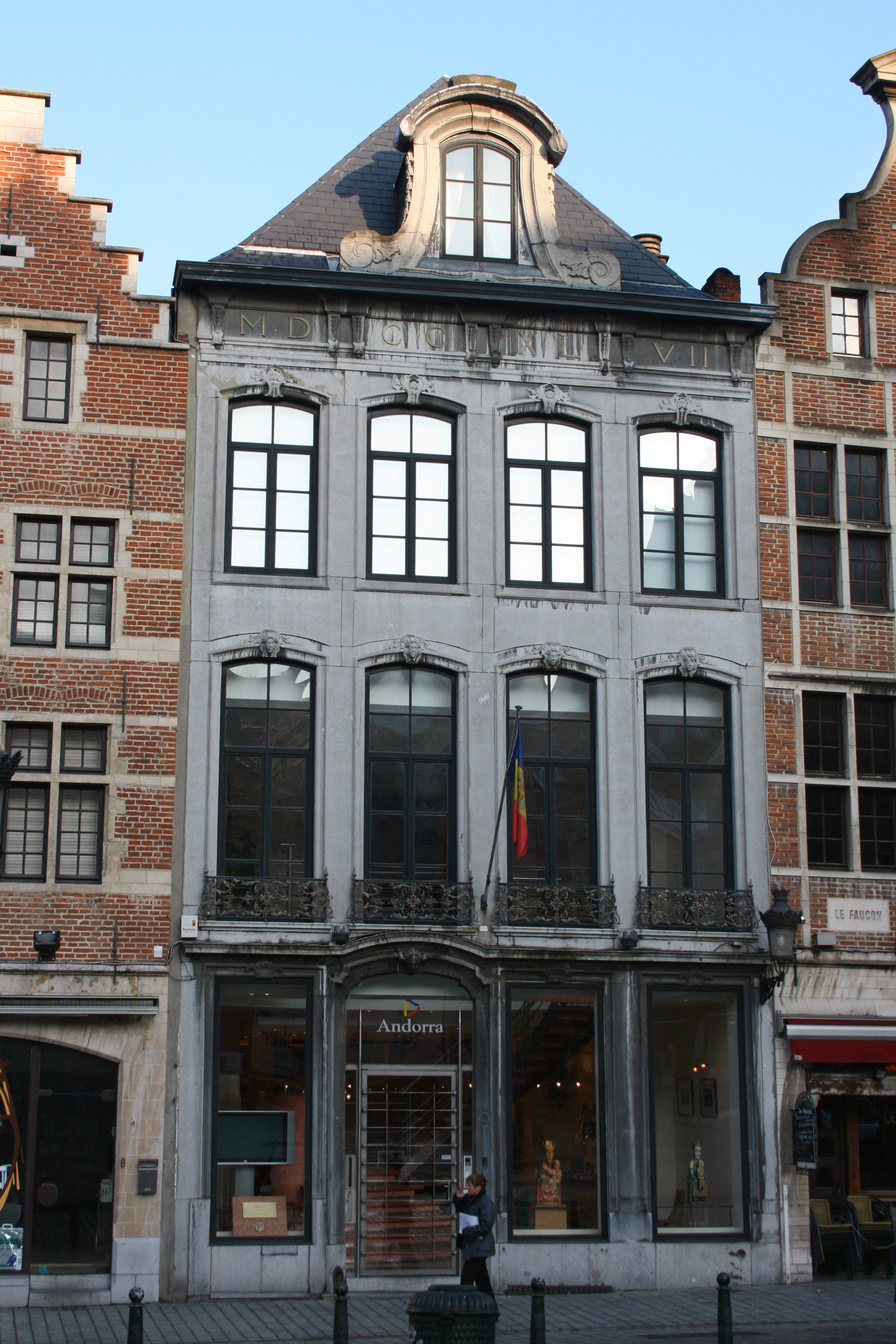
Imatge del carrer de la Montagne de Brussel·les.

L'ambaixador d'Andorra a Bèlgica té la seva residència a Brussel·les. És acreditat als governs dels tres països del Benelux (Bèlgica, Països Baixos i Luxemburg), Alemanya, Eslovènia i és Cap de Missió de la Unió Europea i de l'Organització per la Prohibició de les Armes Químiques. Com a país independent, Andorra té relacions diplomàtiques amb altres països i manté ambaixades en diferents llocs del món. Una d'aquestes ambaixades està situada a Bèlgica, amb un ambaixador encarregat de representar els interessos d'Andorra davant les autoritats belgues i de mantenir les relacions diplomàtiques amb aquest país. L'ambaixador d'Andorra a Bèlgica també pot ser implicat en la promoció dels interessos econòmics, comercials i turístics d'Andorra al país i en la protecció dels ciutadans andorrans que visquin o visquin temporalment a Bèlgica. L'ambaixador d'Andorra a Bèlgica és una figura important en la representació internacional del país i en les seves relacions amb Bèlgica.
| Designat / Acreditat | ambaixador               | Observació                                            | Llista dels caps de Govern d'Andorra | Primer Ministre de Bèlgica |
| -------------------- | ------------------------ | ----------------------------------------------------- | ------------------------------------ | -------------------------- |
| 3 maig 1995          | Albert Pintat            |                                                       | Marc Forné Molné                     | Jean-Luc Dehaene           |
| 4 juliol 1997        | Meritxell Mateu i Pi     |                                                       | Marc Forné Molné                     | Jean-Luc Dehaene           |
| 19 juny 2006         | Carme Sala Sansa         |                                                       | Albert Pintat                        | Guy Verhofstadt            |
| 17 gener 2008        | Imma Tor Faus            |                                                       | Albert Pintat                        | Guy Verhofstadt            |
| 15 desembre 2011     | Eva Descarrega Garcia    | [ 1 ]                                                 | Antoni Martí Petit                   | Elio Di Rupo               |
| Juny 2015            | Jeroni Estopiñán Pascual | Encarregat dels negocis a càrrec del gabinet          | Antoni Martí Petit                   | Charles Michel             |
| 29 octubre 2015      | Maria Ubach Font         | (* 14 juny 1973 a La Massana), 14 de setembre de 2011 | Antoni Martí Petit                   | Charles Michel             |